# 시공 디스커버리 총서의 도서 목록
아래는 《시공 디스커버리 총서》(Sigong Discovery)의 도서 목록이다. 고대부터 현대까지 인류가 이룩한 방대한 지식과 문화유산을 주제별로 집대성한 포켓판 백과사전 시리즈. 국제적인 명성의 출판사 갈리마르 (시리즈 《데쿠베르트 갈리마르》)에서 기획하고, 세계적인 석학과 전문가들이 박물관, 고문서 보관서, 지구촌 곳곳에서 각종 자료들을 수집한 결과 탄생했다.

## 목록
- 출판일: 1986년 11월[2][3]
- 한국어출판일: 1995년 2월 4일[4]

| #   | 한국어 제목                                  | 프랑스어 제목                                                             | 지은이                                          | 역자     |
| --- | -------------------------------------------- | ------------------------------------------------------------------------- | ----------------------------------------------- | -------- |
| 001 | 문자의 역사                                  | L'écriture, mémoire des hommes                                            | 조르주 장                                       | 이종인   |
| 002 | 잊혀진 이집트를 찾아서                       | À la recherche de l'Égypte oubliée                                        | 장 베르쿠테                                     | 송숙자   |
| 003 | 고래의 삶과 죽음                             | Vie et mort des baleines                                                  | 이브 코아                                       | 최원근   |
| 004 | 실크로드: 사막을 넘은 모험자들               | Marco Polo et la Route de la Soie                                         | 장 피에르 드레주                                | 이은국   |
| 005 | 그리스 문명의 탄생                           | La Naissance de la Grèce : Des Rois aux Cités                             | 피에르 레베크                                   | 최경란   |
| 006 | 마야: 잃어버린 도시들                        | Les cités perdues des Mayas                                               | 클로드-프랑수아 보데                            | 김미선   |
| 007 | 반고흐: 태양의 화가                          | Van Gogh : Le soleil en face                                              | 파스칼 보나쿠                                   | 송숙자   |
| 008 | 프로이트: 20세기의 해몽가                    | Sigmund Freud : « Un tragique à l'âge de la science »                     | 피에르 바뱅                                     | 이재형   |
| 009 | 공룡: 그 풀리지 않는 수수께끼                | Le monde perdu des dinosaures                                             | 장 기 미샤르                                    | 양승영   |
| 010 | 화석: 사라져 버린 세계의 흔적들              | Les fossiles, empreinte des mondes disparus                               | 이베트 게라르 발리                              | 강금희   |
| 011 | 모차르트: 신의 사랑을 받은 악동              | Mozart : Aimé des dieux                                                   | 미셸 파루티                                     | 권은미   |
| 012 | 극지방을 향한 대도전                         | Le grand défi des pôles                                                   | 베르트랑 앵베르                                 | 권재우   |
| 013 | 폼페이: 최후의 날                            | Pompéi : La cité ensevelie                                                | 로베르 에티엔                                   | 주명철   |
| 014 | 코끼리: 세계의 기둥                          | Les Éléphants, piliers du monde                                           | 로베르 들로르                                   | 이한헌   |
| 015 | 아프리카 탐험: 나일강의 수원을 찾아서        | L'Afrique des explorateurs : Vers les sources du Nil                      | 안 위공                                         | 한양환   |
| 016 | 아스텍 제국: 그 영광과 몰락                  | Le destin brisé de l'empire aztèque                                       | 세르주 그뤼진스키                               | 윤학로   |
| 017 | 화산: 지구의 불꽃                            | Les feux de la terre : Histoires de volcans                               | 모리스 크라프트                                 | 진미선   |
| 018 | 피카소: 성스러운 어릿광대                    | Picasso : Le sage et le fou                                               | 마리 로르 베르나다크, 풀 뒤 부셰                | 최경란   |
| 019 | 바흐: 천상의 선율                            | Magnificat : Jean-Sébastien Bach, le cantor                               | 풀 뒤 부셰                                      | 권재우   |
| 020 | 알렉산더 대왕                                | De la Grèce à l'Orient : Alexandre le Grand                               | 피에르 브리앙                                   | 홍혜리나 |
| 021 | 사탄과 약혼한 마녀                           | Les sorcières, fiancées de Satan                                          | 장 미셸 살망                                    | 은위영   |
| 022 | 아마존: 상처받은 여전사의 땅                 | L'Amazone, un géant blessé                                                | 알랭 게르브랑                                   | 이무열   |
| 023 | 셰익스피어: 비극의 연금술사                  | Shakespeare : Comme il vous plaira                                        | 프랑수아 라로크                                 | 이종인   |
| 024 | 렘브란트: 빛과 혼의 화가                     | Rembrandt : Le clair, l'obscur                                            | 파스칼 보나푸                                   | 김택     |
| 025 | 고대 로마를 찾아서                           | À la recherche de la Rome antique                                         | 클로드 모아티                                   | 김윤     |
| 026 | 마티스: 원색의 마술사                        | Matisse : « Une splendeur inouïe »                                        | 그자비에 지라르                                 | 이희재   |
| 027 | 뉴턴: 사과는 왜 땅으로 떨어지는가            | Newton et la mécanique céleste                                            | 장 피에르 모리                                  | 김윤     |
| 028 | 붓다: 꺼지지 않는 등불                       | La sagesse du Bouddha                                                     | 장 부아슬리에                                   | 이종인   |
| 029 | 재즈: 원초적 열망의 서사시                   | L'épopée du jazz 2/ Au-delà du bop                                        | 아르노 메를랭, 프랑크 베르제로                  | 장동현   |
| 030 | 고갱: 고귀한 야만인                          | Gauguin : « Ce malgré moi de sauvage »                                    | 프랑수아즈 카생                                 | 이희재   |
| 031 | 로댕: 신의 손을 지닌 인간                    | Rodin : Les mains du génie                                                | 엘렌 피네                                       | 이희재   |
| 032 | 미라: 영원으로의 여행                        | Les momies : Un voyage dans l'éternité                                    | 프랑수아즈 뒤낭                                 | 이종인   |
| 033 | 세잔: 사과 하나로 시작된 현대미술            | Cézanne : « Puissant et solitaire »                                       | 미셸 오                                         | 이종인   |
| 034 | 잉카: 태양신의 후예들                        | Les Incas : Peuple du Soleil                                              | 카르망 베르낭                                   | 장동현   |
| 035 | 흡혈귀: 잠들지 않는 전설                     | Sang pour sang, le réveil des vampires                                    | 장 마리니                                       | 장동현   |
| 036 | 모네: 순간에서 영원으로                      | Monet : « un œil... mais, bon Dieu, quel œil ! »                          | 실비 파탱                                       | 송은경   |
| 037 | 앙드레 말로: 인간의 조건이란 무엇인가        | André Malraux : La création d'un destin                                   | 크리스티앙 비에, 장 폴 브리엘리, 장 뤼크 리스펠 | 은위영   |
| 038 | 록의 시대: 저항과 실험의 카타르시스          | L'âge du rock                                                             | 알랭 디스테르                                   | 성기완   |
| 039 | 영화의 탄생                                  | Cinématographe, invention du siècle                                       | 앙마뉘엘 툴레                                   | 김희균   |
| 040 | 툴루즈 로트레크: 밤의 빛을 사랑한 화가       | Toulouse-Lautrec : Les lumières de la nuit                                | 클레르 프레셰, 조세 프레셰                      | 김택     |
| 041 | 부두교: 왜곡된 아프리카의 정신               | Les mystères du vaudou                                                    | 라에네크 위르봉                                 | 서용순   |
| 042 | 이스터섬: 바위 거인들의 비밀                 | Des dieux regardent les étoiles : Les derniers secrets de l'Île de Pâques | 카트린 오를라이크, 미셸 오를라이크              | 장동현   |
| 043 | 세계의 정원: 작은 에덴 동산                  | Tous les jardins du monde                                                 | 가브리엘 반 쥘랑                                | 변지현   |
| 044 | 인류의 기원: 화석 인류를 찾아서              | L'Homme avant l'Homme : Le scénario des origines                          | 에르베르 토마                                   | 김양미   |
| 045 | 성당: 빛과 색이 있는 건축물                  | Quand les cathédrales étaient peintes                                     | 알랭 에르랑드 브랑당뷔르                        | 김택     |
| 046 | 앙코르: 장엄한 성벽도시                      | Angkor : La forêt de pierre                                               | 브뤼노 다강                                     | 이종인   |
| 047 | 기호의 언어: 정교한 상징의 세계              | Langage de signes : L'écriture et son double                              | 조르주 장                                       | 김형진   |
| 048 | 건축의 르네상스                              | La Renaissance de l'architecture, de Brunelleschi à Palladio              | 베르트랑 제타                                   | 김택     |
| 049 | 마호메트: 알라의 메신저                      | Mahomet, la parole d'Allah                                                | 안 마리 델캉브르                                | 은위영   |
| 050 | 클레오파트라: 파라오의 사랑과 야망           | Cléopâtre, vie et mort d'un pharaon                                       | 에디트 플라마리옹                               | 지현     |
| 051 | 예수: 사랑의 율법                            | Jésus : Le dieu inattendu                                                 | 제라르 베시에르                                 | 변지현   |
| 052 | 르누아르: 빛과 색채의 조형화가               | Renoir : « Il faut embellir »                                             | 안 디스텔                                       | 송은경   |
| 053 | 바이킹: 바다의 정복자들                      | Les Vikings, rois des mers                                                | 이브 코아                                       | 김양미   |
| 054 | 르 코르뷔지에: 인간을 위한 건축              | Le Corbusier : L'architecture pour émouvoir                               | 장 장제르                                       | 김교신   |
| 055 | 고야: 황금과 피의 화가                       | Goya d'or et de sang                                                      | 자닌 바티클                                     | 송은경   |
| 056 | 하늘의 신화와 별자리의 전설                  | Le ciel, ordre et désordre                                                | 장 피에르 베르데                                | 장동현   |
| 057 | 크노소스: 그리스의 원형 미노아 문명          | Cnossos : L'archéologie d'un rêve                                         | 알렉상드르 파르누                               | 이혜란   |
| 058 | 로마인의 삶: 축복받은 제국의 역사            | Nos ancêtres les Romains                                                  | 존 셰이드                                       | 손정훈   |
| 059 | 우주의 운명: 빅뱅과 그 이후                  | Le destin de l'univers : Le big bang, et après                            | 트린 후안 투안                                  | 백상현   |
| 060 | 트로이: 프라이모스의 보물                    | L'or de Troie ou le rêve de Schliemann                                    | 에르베 뒤센                                     | 김정희   |
| 061 | 호치민: 혁명과 애국의 길에서                 | Ho Chi Minh : De l'Indochine au Vietnam                                   | 다니엘 에므리                                   | 성기완   |
| 062 | 흑인노예와 노예상인: 인류최초의 인종차별     | Esclaves et négriers                                                      | 장 메이에                                       | 지현     |
| 063 | 아일랜드 대기근                              | L'Irlande au temps de la grande famine                                    | 피터 그레이                                     | 장동현   |
| 064 | 교황의 역사: 도시에서 세계로                 | Urbi et Orbi : Deux mille ans de papauté                                  | 제라르 베시에르, 프란체스코 키오바로            | 김주경   |
| 065 | 드가: 무희의 화가                            | Degas : « Je voudrais être illustre et inconnu »                          | 앙리 루아레트                                   | 김경숙   |
| 066 | 바그너: 세기말의 오페라                      | Richard Wagner : L'opéra de la fin du monde                               | 필리프 고트프루아                               | 최경란   |
| 067 | 베르디: 음악과 극의 만남                     | Verdi, la musique et le drame                                             | 알랭 뒤오                                       | 이경자   |
| 068 | 히브리 민족: 끝나지 않은 경전                | Le peuple hébreu : Entre la Bible et l'Histoire                           | 미레유 하다스 르벨                              | 변지현   |
| 069 | 술레이만: 오스만의 화려한 황제               | Soliman : L'empire magnifique                                             | 테레스 비타르                                   | 변지현   |
| 070 | 간디: 위대한 영혼의 소유자                   | Gandhi : Athlète de la liberté                                            | 카트린 클레망                                   | 이현숙   |
| 071 | 홍콩: 중국과의 해후                          | Hong Kong : Rendez-vous chinois                                           | 드니 이요                                       | 김주경   |
| 072 | 메소포타미아: 사장된 설형문자의 비밀         | Il était une fois la Mésopotamie                                          | 장 보테로                                       | 최경란   |
| 073 | 아메리카 인디언의 땅                         | La terre des Peaux-Rouges                                                 | 필리프 자캥                                     | 송숙자   |
| 074 | 카프카: 변신의 고통                          | Les métamorphoses de Franz Kafka                                          | 클로드 티에보                                   | 김택     |
| 075 | 켈트족: 고대 유럽의 정복자                   | L'Europe des Celtes                                                       | 크리스티안 엘뤼에르                             | 박상률   |
| 076 | 뉴욕: 한 도발적인 도시의 연대기              | New York : Chronique d'une ville sauvage                                  | 제롬 카린                                       | 김교신   |
| 077 | 연금술: 현자의 돌                            | Alchimie, le grand secret                                                 | 안드레아 아로마티코                             | 성기완   |
| 078 | 마네: 이미지가 그리는 진실                   | Manet : « J'ai fait ce que j'ai vu »                                      | 프랑수아즈 카생                                 | 김희균   |
| 079 | 비잔틴 제국: 동방의 새로운 로마              | Tout l'or de Byzance                                                      | 미셸 카플란                                     | 노대명   |
| 080 | 찰리 채플린: 희극이라는 이름의 애수          | Charlot : Entre rire et larme                                             | 데이비드 로빈슨 (영화 평론가)                   | 지현     |
| 081 | 무굴제국: 인도이슬람왕조                     | L'Inde impériale des Grands Moghols                                       | 발레리 베린스탱                                 | 변지현   |
| 082 | 종교개혁: 루터와 칼뱅, 프로테스탄트의 탄생   | Les Réformes : Luther, Calvin et les protestants                          | 올리비에 크리스텡                               | 채계명   |
| 083 | 수의 세계                                    | L'empire des nombres                                                      | 드니 게디                                       | 김택     |
| 084 | 베이컨: 회화의 괴물                          | Bacon : Monstre de peinture                                               | 크리스토프 도미노                               | 성기완   |
| 085 | 황금의 열기: 가자 엘도라도를 향해서          | La fièvre de l'or                                                         | 미셸 르 브리                                    | 노대명   |
| 086 | 화장술의 역사: 거울아, 거울아                | Miroir, mon beau miroir : Une Histoire de la beauté                       | 도미니크 파케                                   | 지현     |
| 087 | 해양고고학: 암초에 걸린 유물들               | L'histoire engloutie ou l'archéologie sous-marine                         | 장 이브 블로                                    | 윤명희   |
| 088 | 십자군 전쟁: 성전탈환의 시나리오             | L'Orient des Croisades                                                    | 조르주 타트                                     | 안정미   |
| 089 | 아인슈타인: 우주를 향한 어느 물리학자의 고찰 | Einstein : La joie de la pensée                                           | 프랑수아즈 발리바르                             | 이현숙   |
| 090 | 1917 러시아 혁명: 무엇을 할 것인가           | 1917 : La Russie en révolution                                            | 니콜라 베르트                                   | 변지현   |
| 091 | 자금성: 금지된 도시                          | La Cité interdite des Fils du Ciel                                        | 질 베갱                                         | 김주경   |
| 092 | 벨라스케스: 인상주의를 예고한 귀족화가       | Velázquez : Peintre hidalgo                                               | 자닌 바티클                                     | 김희균   |
| 093 | 레오나르도 다 빈치: 조화와 비례의 미학       | Léonard de Vinci : Art et science de l'univers                            | 알렉산드로 베초시                               | 김교신   |
| 094 | 람세스 2세: 이집트의 위대한 태양             | Ramsès II : Souverain des souverains                                      | 베르나데트 므뉘                                 | 변지현   |
| 095 | 갈릴레오: 불경한 천문학자의 이야기           | Galilée : Le messager des étoiles                                         | 장 피에르 모리                                  | 변지현   |
| 096 | 축구의 역사                                  | La balle au pied : Histoire du football                                   | 알프레드 바알                                   | 지현     |
| 097 | 샤갈: 몽상의 은유                            | Chagall : Ivre d'images                                                   | 다니엘 마르슈소                                 | 김양미   |
| 098 | 미로: 추상과 기호의 장인                     | Joan Miró : Le peintre aux étoiles                                        | 호안 푸니에트 미로                              | 이경자   |
| 099 | 체 게바라: 20세기 최후의 게릴라              | Che Guevara, compagnon de la révolution                                   | 장 코르미에                                     | 은위영   |
| 100 | 책의 역사: 문자에서 텍스트로                 | À pleines pages : Histoire du livre, Volume I                             | 브뤼노 블라셀                                   | 권명희   |
| 101 | 고대 중국의 재발견                           | La redécouverte de la Chine ancienne                                      | 코린 드벤 프랑포리                              | 김주경   |
| 102 | 헤밍웨이: 언어의 사냥꾼                      | Hemingway : Portrait de l'artiste en guerrier blessé                      | 제롬카린                                        | 김양미   |
| 103 | 종이: 일상의 놀라운 사건                     | Le papier : Une aventure au quotidien                                     | 피에르마르크 드 비아지                          | 권명희   |
| 104 | 바로크의 꿈: 1600~1750년 사이의 건축         | L'illusion baroque : L'architecture entre 1600 et 1750                    | 프레데릭 다사스                                 | 변지현   |
| 105 | 생텍쥐페리: 지상의 어린 왕자                 | Saint-Exupéry : L'archange et l'écrivain                                  | 나탈리 데 발리에르                              | 김병욱   |
| 106 | 다이아몬드와 보석                            | Diamants et pierres précieuses                                            | 파트릭 브와이요                                 | 이현숙   |
| 107 | 영원한 일본: 속세에 매료된 태양의 제국       | Le Japon éternel                                                          | 넬리 드레이                                     | 안정미   |
| 108 | 루이스 캐럴: 이상한 나라의 엘리스와 만나다   | Lewis Carroll au pays des merveilles                                      | 스테파니 로벳 스토펠                            | 김주경   |
| 109 | 나폴레옹: 나의 야망은 컸다                   | Napoléon : « Mon ambition était grande »                                  | 티에리 랑츠                                     | 이현숙   |
| 110 | 보나르: 색채는 행동한다                      | Bonnard : « La couleur agit »                                             | 앙투안 테라스                                   | 지현     |
| 111 | 성경: 세계 최고의 베스트 셀러                | La Bible : Le Livre, les livres                                           | 피에르 지베르                                   | 김주경   |
| 112 | 인체: 에로티시즘과 해부학                    | Les images du corps                                                       | 필리프 코마르                                   | 안정미   |
| 113 | 세이렌의 노래: 전설 속으로 사라진 인어 공주  | Le chant de la sirène                                                     | 빅 드 동데르                                    | 김병욱   |
| 114 | 집시: 유럽의 운명                            | Les Tsiganes : Une destinée européenne                                    | 앙리에트 아세오                                 | 김주경   |
| 115 | 아서왕: 전설로 태어난 기사의 수호신          | Arthur et la Table ronde : La force d'une légende                         | 안 베르텔로트                                   | 채계명   |
| 116 | 달력: 영원한 시간의 파수꾼                   | Le calendrier, maître du temps ?                                          | 자클린 드 부르구앵                              | 정숙현   |
| 117 | 언어의 다양한 풍경                           | Du langage aux langues                                                    | 랑카 비엘작, 롤랑 브르통                        | 신광순   |
| 118 | 사진: 빛과 그림자의 예술                     | L'image révélée : L'invention de la photographie                          | 캉탱 바작                                       | 송기형   |
| 119 | 머리카락                                     | Les vies du cheveu                                                        | 마리-크리스틴 오주, 사빈 멜쉬오르-보네          | 한용택   |
| 120 | 쥘 베른: 진보를 꿈꾸다                       | Jules Verne : Le rêve du progrès                                          | 장 폴 드키스                                    | 김주경   |
| 121 | 티치아노: 자연보다 더욱 강한 예술            | Titien : « L'art plus fort que la nature »                                | 다비드 로샌드                                   | 한택수   |
| 122 | 가우디: 예언자적인 건축가                    | Gaudí : Bâtisseur visionnaire                                             | 필립 티에보                                     | 김주경   |
| 123 | 달리: 위대한 초현실주의자                    | Dalí : Le Grand Paranoïaque                                               | 장 루이 가유맹                                  | 강주헌   |
| 124 | 칭기즈 칸과 몽골제국: 정복과 관용의 두 얼굴  | Gengis Khan et l'Empire mongol                                            | 장폴 루                                         | 김소라   |
| 125 | 찰스 다윈: 진화를 말하다                     | Darwin et la science de l'évolution                                       | 파트리크 토르                                   | 최정수   |
| 126 | 그래픽 디자인: 이미지 구성의 역사            | Le Design graphique                                                       | 알랭 베유                                       | 김소라   |
| 127 | 퐁피두 센터: 거대한 꿈의 공장                | Le Centre Pompidou : Les années Beaubourg                                 | 제르맹 비아트                                   | 정숙현   |
| 128 | 패션: 화려한 감각의 세계                     | La Mode : Un demi-siècle conquérant                                       | 발레리 기욤, 도미니크 베이옹                    | 박은영   |
| 129 | 프리다 칼로: 나는 나의 현실을 그린다         | Frida Kahlo : « Je peins ma réalité »                                     | 크리스티나 버루스                               | 김희진   |
| 130 | 자코메티: 도전적인 조각상                    | Giacometti : La figure au défi                                            | 베로니크 와이싱어                               | 김주경   |
| 131 | 앙리 카르티에브레송: 결정적 순간의 환희      | Henri Cartier-Bresson : Le tir photographique                             | 클레망 셰루                                     | 정승원   |
| 132 | 에곤 실레: 불안과 매혹의 나르시시스트        | Egon Schiele : Narcisse écorché                                           | 장루이 가유맹                                   | 정승원   |
| 133 | 티베트: 상처 입은 문명                       | Le Tibet : Une civilisation blessée                                       | 프랑수아즈 포마레                               | 김희진   |
| 134 | 피라미드: 거대한 신화의 탐사                 | Les Grandes Pyramides : Chronique d'un mythe                              | 장피에르 코르테지아니                           | 정승원   |
| 135 | 미국의 대통령들: 제왕의 권력                 | Le président des États-Unis : Un pouvoir impérial ?                       | 뱅상 미슐로                                     | 김희진   |
| 136 | 괴물: 가깝고도 먼 존재                       | Les monstres : Si loin et si proches                                      | 스테판 오드기                                   | 김주경   |
| 137 | 베토벤: 불굴의 힘                            | Beethoven : La force de l'absolu                                          | 필리프 A. 오텍시에                              | 박은영   |
| 138 | 루브르: 요새에서 박물관까지                  | Mémoires du Louvre                                                        | 준비에브 브레스크                               | 박은영   |
| 139 | 톨스토이: 러시아의 위대한 영혼               | Léon Tolstoï, « la grande âme de la Russie »                              | 미셸 오쿠튀리에                                 | 김주경   |
| 140 | 성채: 전쟁에서 평화까지                      | Les châteaux forts : De la guerre à la paix                               | 장 메스키                                       | 김주경   |
| 141 | 카사노바: 사랑과 예술의 유혹자               | Casanova : Histoire de sa vie                                             | 미셸 들롱                                       | 이효숙   |
| 142 | 도시 미술: 그라피티에서 거리미술까지         | L'art urbain : Du graffiti au street art                                  | 스테파니 르무안                                 | 김주경   |